# Нанарі
Нанарі (груз. ნანარი) — село в Грузії.
За даними перепису населення 2014 року в селі проживає 101 особа.